# Ascodipteron rhinopomatos
Ascodipteron rhinopomatos är en tvåvingeart som beskrevs av Jobling 1952. Ascodipteron rhinopomatos ingår i släktet Ascodipteron och familjen lusflugor. Inga underarter finns listade i Catalogue of Life.